# Uruguay ai Giochi della XVII Olimpiade
L'Uruguay partecipò ai Giochi della XVII Olimpiade che si sono svolti a Roma dal 25 agosto all'11 settembre 1960, con una delegazione di 34 atleti impegnati in otto discipline per un totale di 15 competizioni.
Fu l'ottava partecipazione di questo paese ai Giochi olimpici. Non furono conquistate medaglie.

## Risultati

### Pallacanestro
| Atleta | Classifica |
| --- | ---------- |
| V · D · M Nazionale uruguaiana - Pallacanestro ai Giochi della XVII Olimpiade 3 Matto · 4 Mera · 5 Chelle · 6 Rial · 7 Poyet · 8 Blixen · 9 Scarón · 10 Lubnicki · 11 Costa · 12 Coito · 13 Ciavattone · 15 Gadea · All. Héctor López Reboledo | 8°         |
| Nazionale uruguaiana - Pallacanestro ai Giochi della XVII Olimpiade |            |
| 3 Matto · 4 Mera · 5 Chelle · 6 Rial · 7 Poyet · 8 Blixen · 9 Scarón · 10 Lubnicki · 11 Costa · 12 Coito · 13 Ciavattone · 15 Gadea · All. Héctor López Reboledo                                                                               |            |